# إبراهيم بري
إبراهيم محمد بري (1917 - 1997م)،أديب وشاعر من جنوب لبنان (جبل عامل)

## ولادته ونشأته
ولد إبراهيم بري في بلدة تبنين سنة 1917م.  
عائلة والده لم تكن ميسورة وكانت تعمل بالزراعة، فتعلم مبادئ القراءة والكتابة على والده في البيت. وفي السابعة من عمره دخل مدرسة البلدة وتابع تعليمه فيها حتى أنهى المرحلة الابتدائية.
نتيجة ظروف والده المادية اضطر إبراهيم برّي لمساعدة والده بالأعمال الزراعية لمعاونة أهله. 

## دراسته وعمله
في العشرين من عمره انتقل الشاعر إلى بيروت والتحق بالكلية العاملية ليكمل دراسته فيها، وبعد الانتهاء من المرحلة الثانوية، ثم انتسب إلى الجامعة اليسوعية وتخرّج منها حاملا شهادة الآداب العليا.
عمل مساعدا قضائياً في وزارة العدل. وكان كاتبا في قلم المحكمة التي حاكمت أنطون سعادة وسجّل ما رآه في محاكمته.
متزوج وله خمسة أولاد.

## نشاطاته الأدبية والشعرية
- نظم الشعر في السادسة عشرة من عمره.
- عمل في الإذاعة اللبنانية في كتابة حلقات خاصة عن المغتربين اللبنانيين في أقطار العالم.
- أحيا العديد من الأمسيات الشعرية في الإذاعة اللبنانية
- لحـّنت الإذاعة اللبنانية العديد من أشعاره وقصائده.
- كتب ونشر في العديد من المجلات والصحف اللبنانية والعربية منها: مجلة العرفان اللبنانية، مجلة الآداب والعروبة.
- نال وسام الكفاءة الفكرية من قبل ملك المغرب محمد الخامس.

## آثاره الشعرية والأدبية
له ما يزيد عن 12 كتابا في الأدب والشعر:

### الكتب المطبوعة
1. مارد النيل
2. عيناك
3. للنبي وآله
4. من هنا أشرقت الشمس
5. ردها يا زمان
6. بدأنا نكتب التاريخ

### الآثار المخطوطة
1. أزهار اللوز
2. حكايا من صباي
3. انهم أهلي
4. قصائد ضائعة
5. أيامي في القضاء
6. هكذا ربيّتهم

## وفاته
توفي في العام 1997 ميلادي ودفن في بلدته تبنين

## وصلات خارجية
ترجمة إبراهيم بري  في معجم البابطين